# Johanna Ambrosius
Johanna Ambrosius (gift Voigt), född den 3 augusti 1854 i Lengwethen, Ostpreussen, död den 27 februari 1939 i Königsberg, var en tysk poet.
Johanna Ambrosius, som först var tjänsteflicka och sedan gift med en bonde, skrev lyriska dikter, som väckte uppmärksamhet bland litterärt intresserade. En 1895 utgiven samling Gedichte (41:a upplagan 1905) åstadkom en utomordentlig hänförelse, författarinnan firades allmänt som "natursångerska" - liksom på sin tid "die Karschin" - och glömdes lika hastigt. Wilbrandts roman "Hildegard Mahlmann" behandlar henne.
Hennes sång, Mein Heimatland eller Sie sagen all, du bist nicht schön från 1884, var landskapssång för Ostpreußen tills den 1930 ersattes av Ostpreußenlied, komponerad av Herbert Brust. 